# Schlesisch (Ethnolekt)

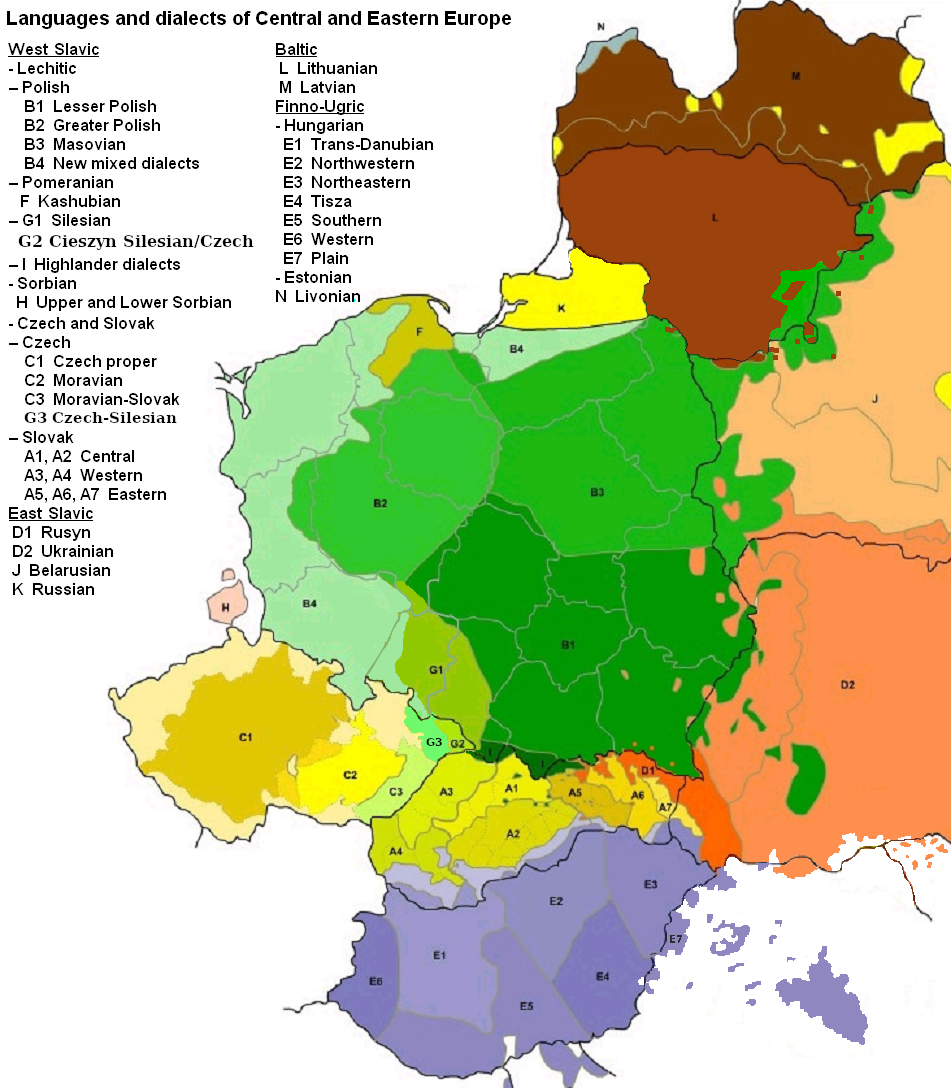
Sprachen und Dialekte im östlichen Zentraleuropa, „G1“ umfasst das Gebiet des Schlesischen

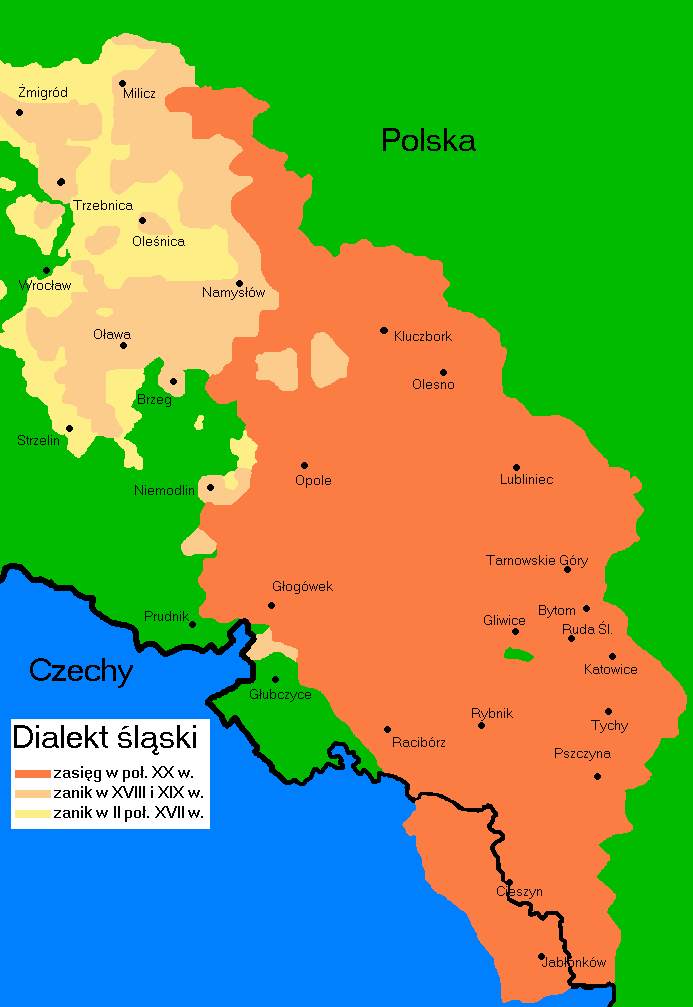
Rückzug des Schlesischens ab dem 17. Jahrhundert:
Schwund in der zweiten Hälfte des 17. Jahrhunderts
Schwund im 18. und 19. Jahrhundert

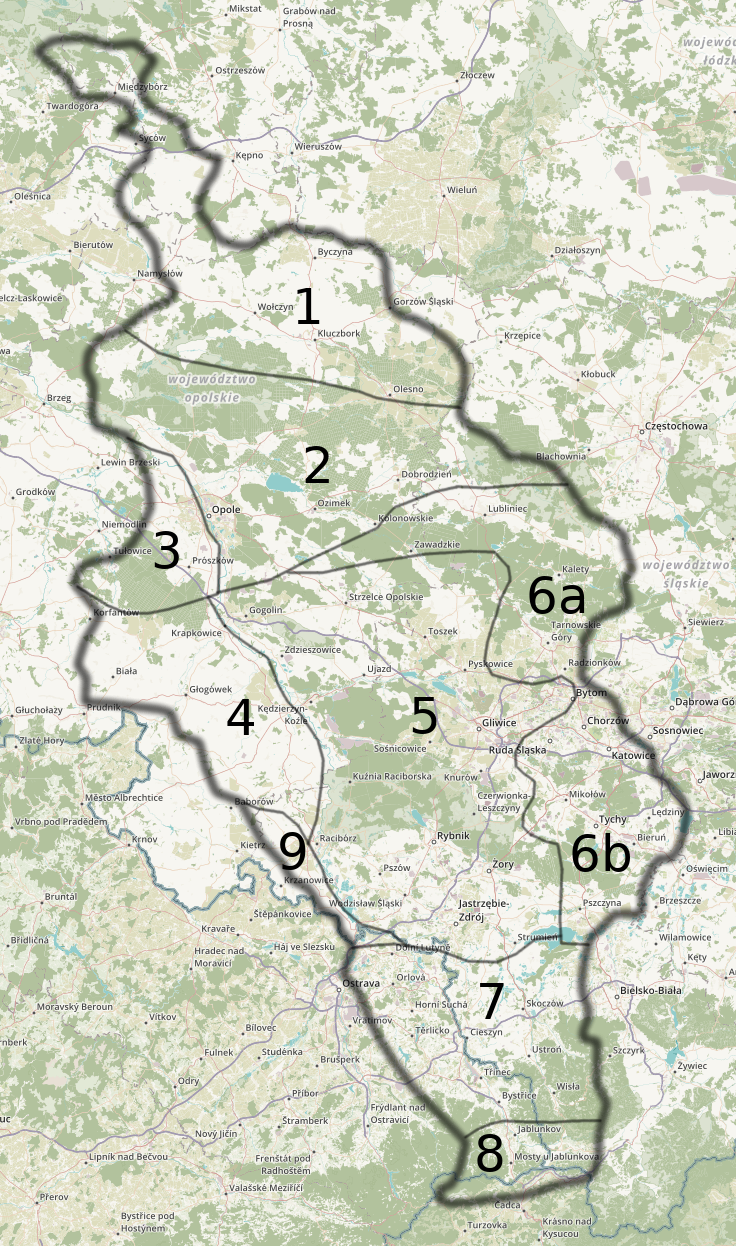
Schlesische Sprachen nach Alfred Zaręba (1988): 1: Kreuzburger Dialekt (kluczborski); 2: Oppelner Dialekt (opolski); 3: Falkenberger Dialekt (niemodliński); 4: Neustädter Dialekt (prudnicki); 5: Mittelgleiwitzer Dialekt (gliwicki centralny); 6a: Dialekt im Gleiwitzer-Oppelner Grenzland (pogranicza gliwicko-opolskiego); 6b: Dialekt im schlesisch-kleinpolnischen Grenzland (pogranicza śląsko-małopolskiego), 7: Teschener Dialekt (cieszyński); 8: Jablunkauer Dialekt (jabłonkowski); 9: Schlesisch-lachischer Dialekt (pogranicza śląsko-laskiego).

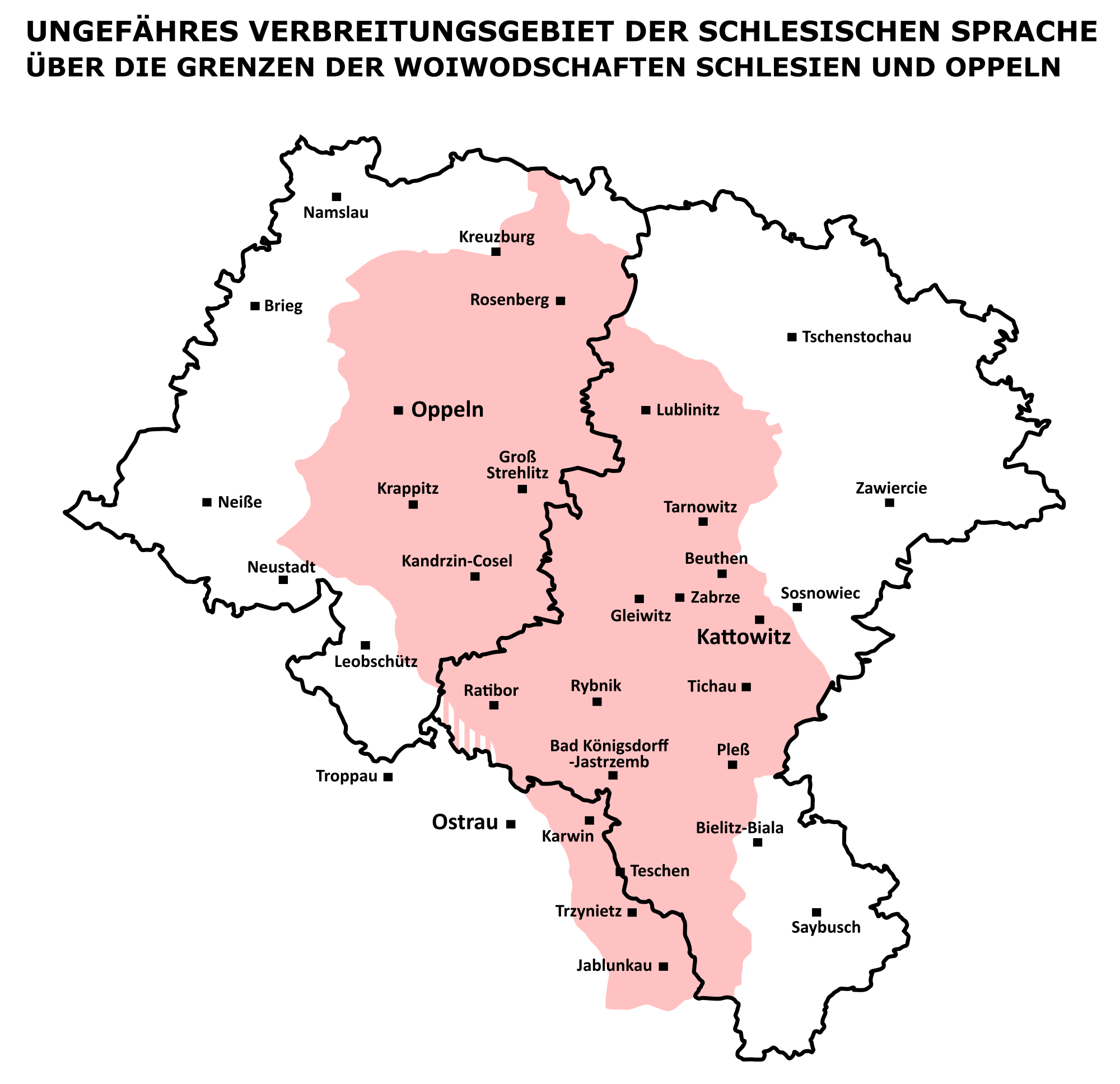
Heutiges Verbreitungsgebiet des Schlesischen innerhalb der Woiwodschaften Schlesien und Oppeln, beachte im Vergleich zu den oberen Karten den Schwund des Kreuzburger Dialekts

Schlesisch oder Schlonsakisch (im Schlesischen ślōnskŏ gŏdka) ist ein Ethnolekt und wird in Oberschlesien sowie teilweise in Tschechisch-Schlesien gesprochen. Im Deutschen sprach man auch etwas pejorativ von „Wasserpolnisch“ zur Unterscheidung von den schlesischen Dialekten der deutschen Sprache. In der Linguistik wird er als eine der vier großen Dialektgruppen des Polnischen und von einigen wenigen Linguisten sogar als eine eigene Sprachgruppe angesehen, so zum Beispiel von der ISO. Der Ethnolekt ähnelt der Teschener Mundart, die meist als ihre Untergruppe betrachtet wird.

## Bezeichnungen
Während man im Polnischen von der schlesischen Umgangssprache oder dem schlesischen Dialekt (dialekt śląski, gwara śląska) spricht, nennen sie die Muttersprachler schlesische Sprache (ślōnskŏ gŏdka/ślōnskŏ mŏwa) oder einfach kurz Schlesisch (po ślōnsku). Im Deutschen versteht man unter dem Begriff Schlesisch die schlesischen Dialekte der deutschen Sprache. Für den polnischen Dialekt gibt es zur Unterscheidung den Begriff Wasserpolnisch (auch für Oberschlesisch), der sich zunächst auf die geographische Lage bezog und die Bevölkerung der rechten Oderseite bei Brzeg (Brieg) meinte. Ab dem 19. Jahrhundert entwickelte sich eine negative Konnotation dazu, welche der Bedeutung „verwässertes Polnisch“ entspricht und sich auf Personen bezieht, die vom Schlesischen zum Deutschen als primäre Sprache wechseln. Ein weiterer Begriff ist Schlonsakisch, die eingedeutschte Form des polnischen Worts Ślązak (=Schlesier). Im Teschener Schlesien wurde 1909 die Schlesische Volkspartei von Józef Kożdoń gegründet, deren Parteizeitung die polnischsprachige Ślązak war. Nach der Zeitung wurden die Anhänger der Partei im Polnischen Ślązakowcy benannt und in der der Bewegung wohlwollenden und größten deutschsprachigen Zeitung im Gebiet Silesia: Schlonsaken. Im Teschener Schlesien wird die örtliche Mundart meistens po naszymu ‚auf unsere Art‘ genannt.
Es gibt auch Debatten darüber, ob es sich beim Schlesischen um eine Kreol- oder Pidginsprache handelt. Ein Argument, welches das Schlesische als Pidgin-Sprache begründet, ist, dass es zu einem deutsch-polnischen Sprachkontakt zwischen den Oberschlesiern in Städten kam, wo eine deutsche Administration vorherrschte und Hochdeutsch verbreitet war. Zudem käme es im 19. Jahrhundert durch die Industrialisierung häufiger zu Ballungszentren in Oberschlesien, wo es zum Kontakt mit dem Standarddeutschen kam und ein Pidgin entstehen konnte. Gegenargumente sind, dass Pidgin erst entstehen kann, wenn eine räumliche Distanz zwischen dominanter und dominierender Gruppe vorherrscht, was beim Polnischen und Deutschen nicht der Fall ist. Darüber hinaus sei es bei Pidgin-Sprachen häufig der Fall, dass bei häufigem Kontakt eine Seite die Sprache der anderen Sprecher annimmt und es seltener zum Pidgin kommt.
Das slawische Schlesisch wird in seinen verschiedenen Dialekten fast ausschließlich mündlich gebraucht. Es gibt aber Versuche, eine einheitliche Schriftsprache zu entwickeln. Aus verschiedenen Ansätzen zur Verschriftlichung ergeben sich unterschiedliche Schreibweisen für die Eigenbezeichnung.
Es wird daher angenommen, dass es sich um keine Ausbausprache handelt, weil das Oberschlesische nicht verschriftlicht ist.
Eine weitere Kategorisierung des Oberschlesischen ist, dass es sich um eine Mischsprache handelt, was durch die vielen Germanismen zu erklären sei.

## Sprecher

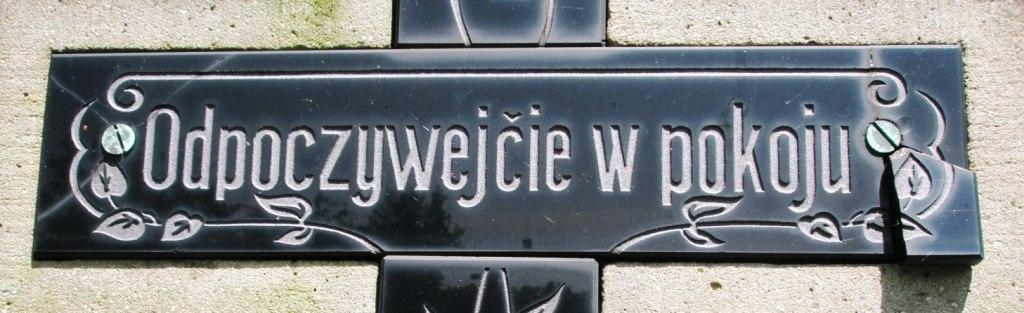
Grabinschrift „Ruhet in Frieden“ im Teschener Dialekt auf dem lutherischen Friedhof im tschechischen Střítež u Českého Těšína, im Olsagebiet

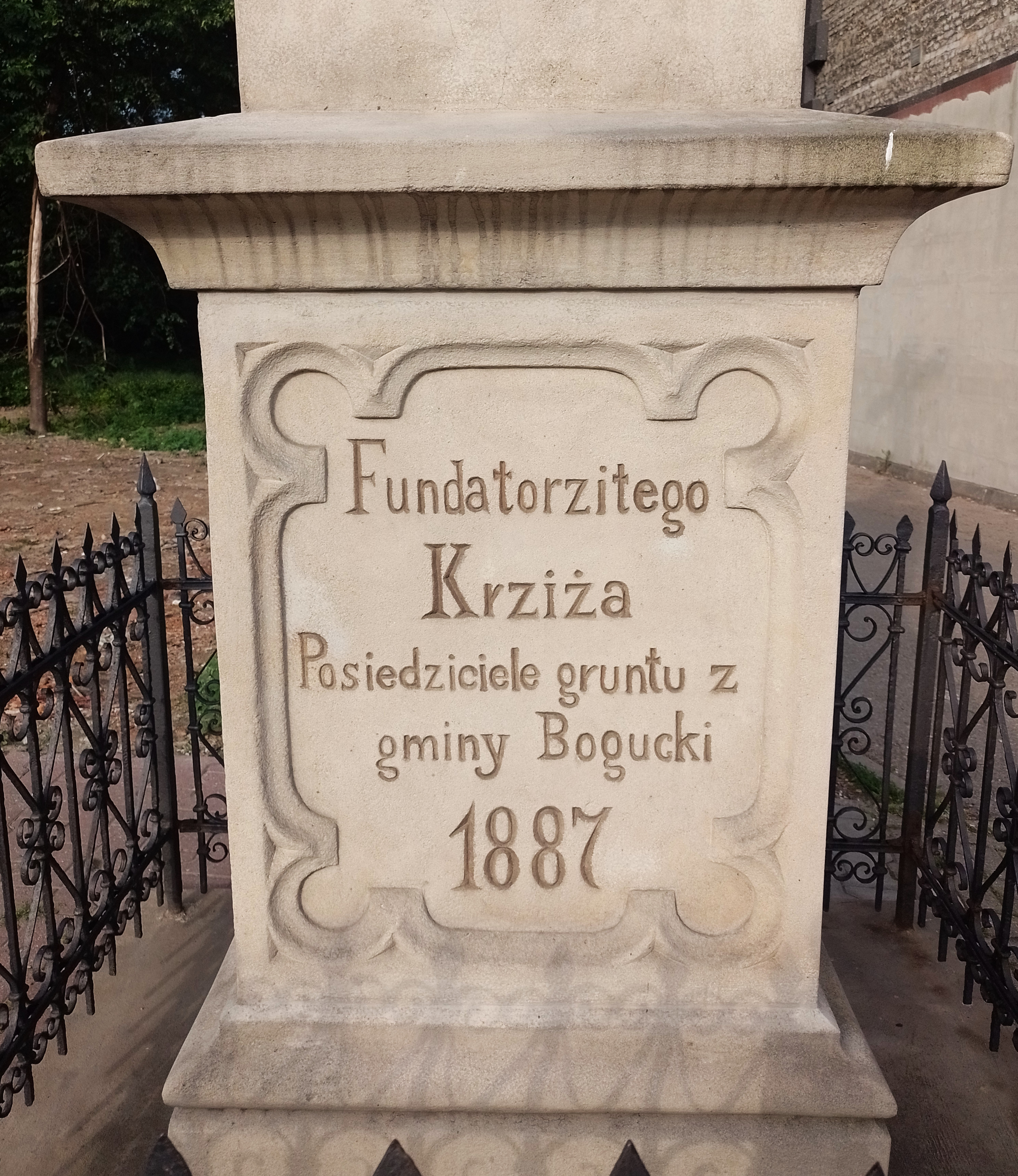
Inschrift auf einem Wegkreuz aus dem 19. Jahrhundert in Bogucice, einem Stadtteil von Katowice, mit folgendem Wortlaut: »Stifter dieses Kreuzes / Grundbesitzer aus der Gemeinde Bogucice.«

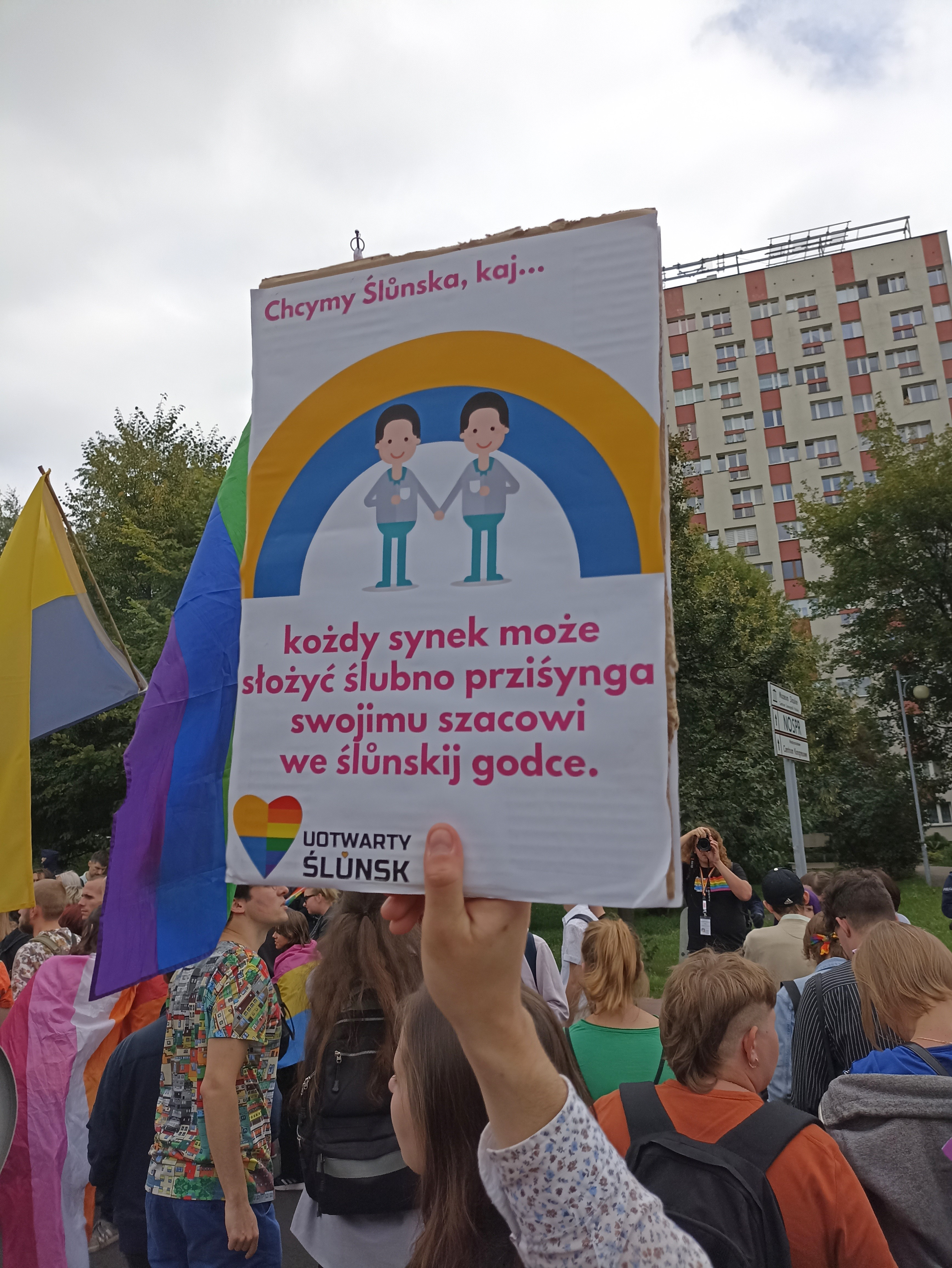
Ein Banner auf Schlesisch auf CSD 2022 in Katowice: »Wir wollen Schlesien, wo jeder Junge seinem Schatz den Eheschwur in der schlesischen Sprache leisten kann.«

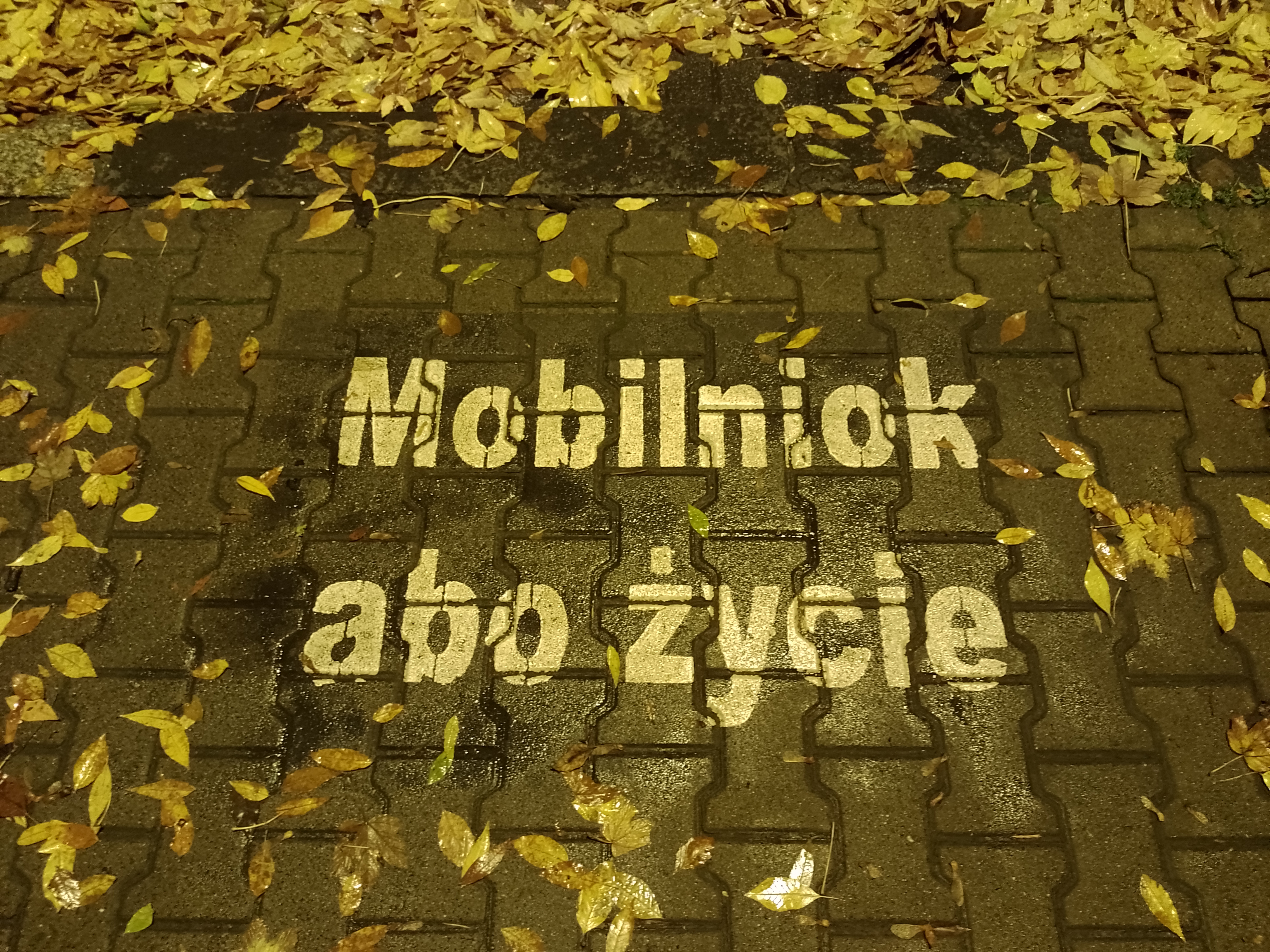
Warnschild auf Schlesisch auf dem Bürgersteig in Chorzów (Königshütte): »Handy oder Leben«

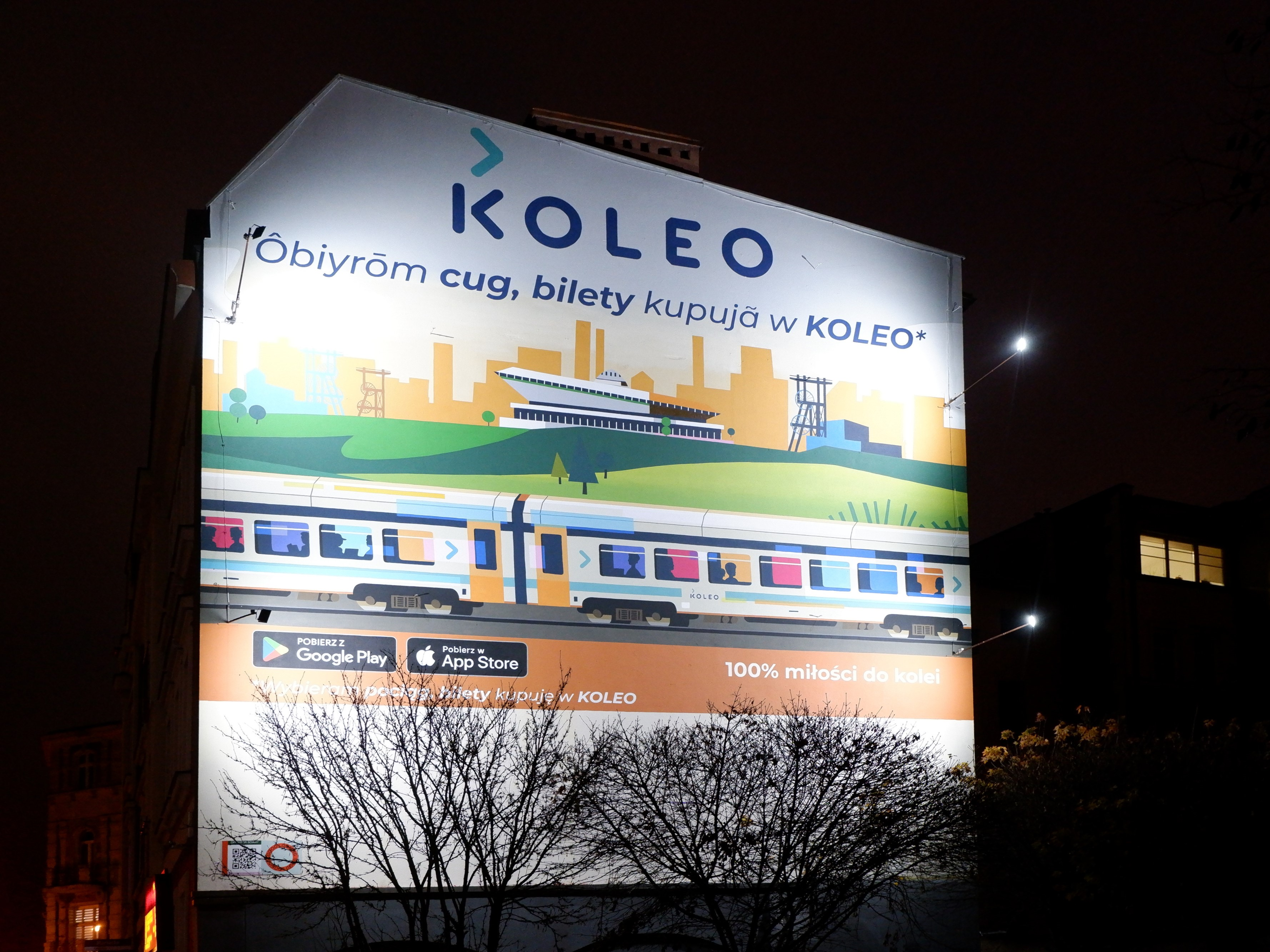
Eine Werbetafel auf Schlesisch in Katowice (Kattowitz): »Ich wähle den Zug, ich kaufe Tickets bei KOLEO«

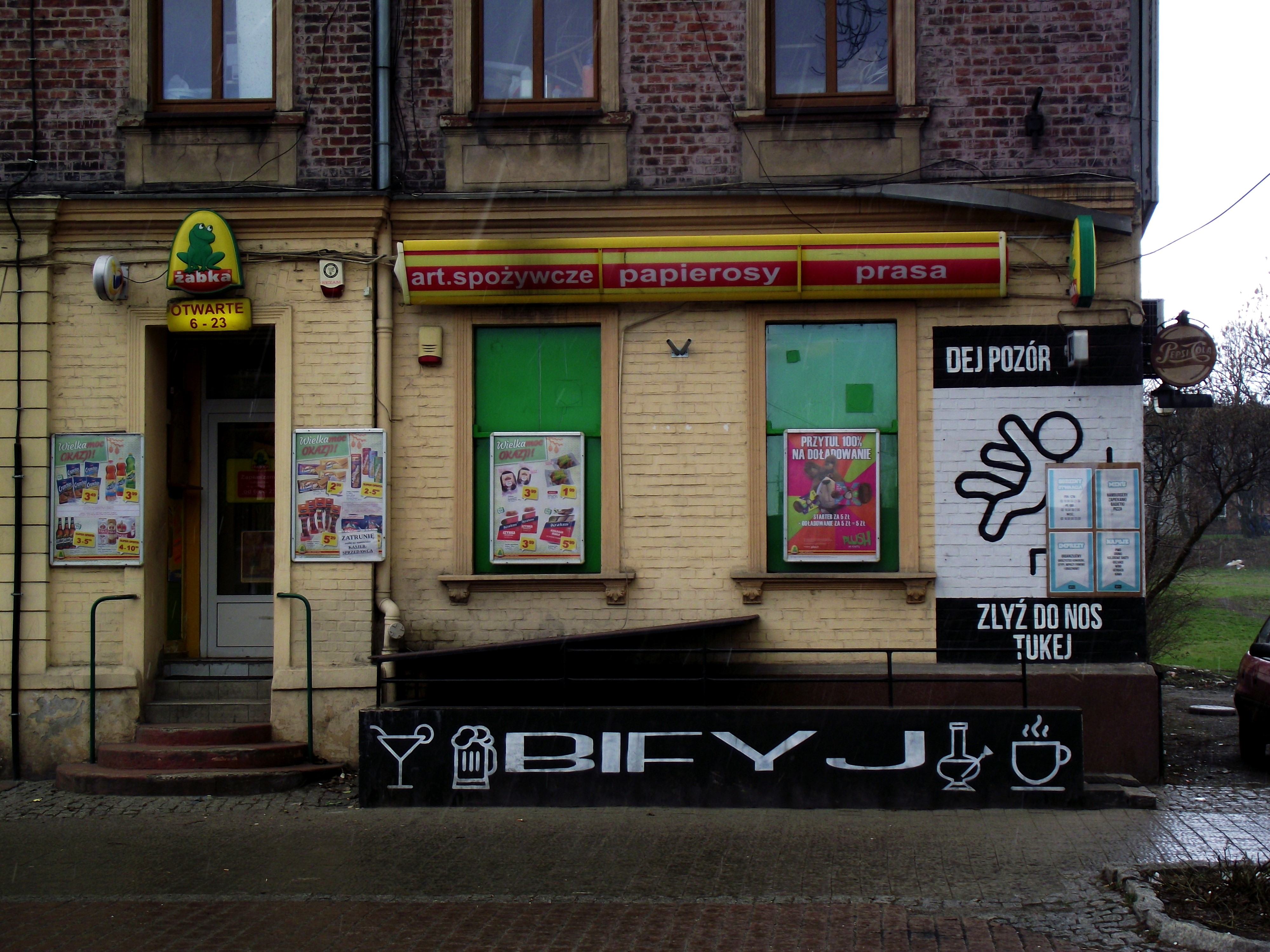
Eine Kneipe in Piekary Śląskie (Deutsch Piekar) mit schlesischem Namen (wörtlich „Anrichte“) und Aufschriften („Vorsicht. Geh zu uns hier herunter.“)

Die Anzahl der Sprecher wurde nur in Polen genau ermittelt und betrug im Jahr 2021 457.900, von diesen war es für 53.300 die einzige Umgangssprache. Insgesamt bezeichneten sich in Polen 585.700 (Volkszählung 2021) und 31.301 in Tschechien (Volkszählung 2021) der Befragten als ethnische Schlesier. Wie viele Personen  (bzw. ob überhaupt welche) in Deutschland sich als (polnische) Schlesier bezeichnen und ggf. wie viele den polnischen Dialekt Schlesisch sprechen, wurde nie ermittelt.
Unter einigen Sprachwissenschaftlern besteht Uneinigkeit darüber, ob das Schlesische eine polnische Mundart ist oder neben dem Polnischen als eigene Sprache angesehen werden kann. Einige führen an, dass diese Sprachform durch die Vermischung des Polnischen, Deutschen und Tschechischen entstanden sei, und somit kein Dialekt aus einem Dialektkontinuum, sondern nur eine Mundart, die zudem eine Volksgruppe von anderen Volksgruppen abgrenzt. Andere jedoch sehen Schlesisch als eine auf dem Polnischen basierende Mischsprache mit tschechischen Elementen und zahlreichen Germanismen.
Am 18. Juli 2007 vergab der SIL dem Schlesischen das ISO-639-3-Sprachenkürzel szl. Dies hat dazu geführt, dass unter Vertretern des Schlesischen die Annahme entstand, Schlesisch sei als eigene Sprache anerkannt. Die Aufnahme legitimiert dies jedoch nicht, da unter anderem auch Sprachen, wie Klingonisch im ISO-639-3 aufgenommen wurden.

## Merkmale
Die Grammatik ist weitgehend mit der polnischen identisch und wird nur wenig vom Deutschen beeinflusst. Es gibt lediglich eine Vielzahl von Germanismen und Einflüsse aus dem Tschechischen.
Die Beeinflussung des Deutschen sieht man im Schlesischen u. a. an:
- Anrede mit dem Familiennamen (Pani Biskup, wie im Deutschen), welche im Standardpolnischen weniger geläufig ist und vielmehr mit dem Vornamen angesprochen wird;
- Markierung des possessiven Attributs durch eine Präposition (przyjechał z samochodem, dt. ‘er kam mit dem Auto’) anstatt durch den Instrumentalis (przyjechał samochodem);[14]

Das Schlesische selbst unterscheidet sich von Stadt zu Stadt. Es gibt nur wenige gemeinsame Merkmale:
- Assimilation von stimmlosen Konsonanten an folgende Sonanten, auch über die Wortgrenze hinweg;
- Endung der 1. Person Singular Präteritum auf -ch (und nicht -m wie in der Standardsprache) z. B. byłech statt byłem ‘ich war’;[15]

Für die nördlichen Dialekte ist auch das sog. Masurieren typisch, d. h. die Aussprache von sz als s, von ż als z, von cz als c und von dż als dz; es kommt seltener in den oberschlesischen Dialekten vor. Diese Unterschiede führen dazu, dass Versuche der Vereinheitlichung des Schlesischen gescheitert sind, da es nicht möglich ist, dabei einzelne Varianten zu vernachlässigen. Bereits das Bestimmen eines gemeinsamen Alphabets führte zu Schwierigkeiten. Auf einer Konferenz wurde beschlossen, dass die Kodifizierung der Sprache einfach gehalten werden muss, gleichzeitig allerdings auch die korrekte Sprache wiedergeben sollte. Problematisch wurde dabei u. a. das geneigte o, welches entweder als das favorisierte ů oder als ō geschrieben werden soll (andere Varianten sind oo, ô oder o̱). Hier entstand jedoch die Debatte, dass bei der Variante mit ů dies fälschlicherweise als /u/ gelesen wird, während beim ō die Gefahr besteht, dass es von Nicht-Schlesiern als das gewohnte /o/ ausgesprochen wird.
Die Nasalität der Vokale ą oder ę (wie im Standardpolnischen) erfährt auf einem Teil des schlesischen Dialektgebietes eine Umwandlung zu der Kombination „nichtnasaler Vokal + nasaler Konsonant“, wie „yn“ bzw. „ōn“ (wie im z. B. im Ślōnzŏk geschrieben und ausgesprochen). In Kattowitz ist eher eine denasalierte Variante im Auslaut verbreitet wie z. B. in widza ta krowa statt standardpolnisch widzę tę krowę ‘ich sehe die(se) Kuh’.
Die südschlesischen Dialekte stellen in einem gewissen Sinne einen Übergang vom Polnischen zum Tschechischen (und Slowakischen) dar, besitzen aber auch je nach Gebiet Germanismen mit einem Anteil von 2 bis 10 %.

## Geschichte
Die ersten Spuren der Sprache der slawischen Bevölkerung Schlesiens stammen aus urkundlichen Erwähnungen der Ortsnamen in den lateinischsprachigen Dokumenten. Den ersten geschriebenen vollständigen Satz fand man dagegen in der Chronik des Klosters Heinrichau bei Breslau. Unter den Einträgen des Jahres 1270 findet sich eine Aufforderung eines Mannes zu seiner mahlenden Frau. Day ut ia pobrusa. a ti poziwai (heutzutage Daj, ać ja pobruszę, a ty poczywaj, vergleiche jedoch das heute typisch schlesische Wortende im Verb: pobrusa bzw. pobrusza), was in der Übersetzung ungefähr lautet: „Lass mich jetzt mahlen, und du ruh dich aus.“
In der ersten Hälfte des 14. Jahrhunderts wurde Schlesien zur Lehensherrschaft von Böhmen, was die Entwicklung der slawisch-schlesischen Dialekte in eine andere Richtung im Vergleich zu den anderen polnischen Dialekten im Königreich Polen lenkte, obwohl z. B. in den Nasalvokalen die gleichen Änderungen wie in Polen erfolgten.
Nach dem Jahr 1430, besonders 1450 verdrängte die tschechische Amtssprache fast völlig die vorherigen Amtssprachen Latein und Deutsch besonders im slawisch-schlesischen Sprachraum. In der zweiten Hälfte des 17. Jahrhunderts wurde diese Sprache in den Berichten der bischöflichen Visitationen aus Breslau concio Polonica (con- + cieō – “einberufen”, bzw. die Sprache der Predigt) benannt. Die sprachliche Grenze zur deutschen Sprache deckte sich darin nicht mit der Sprachgrenze des 19. Jahrhunderts. Die Grenze zwischen Brzeg (Brieg) und Prudnik (Neustadt) war ziemlich beständig, im Norden verkleinerte sich das Sprachgebiet im Niederschlesien sogar von einer Breslauer Vorstadt schrittweise bis zu einem schmalen Streifen bei Syców (Polnisch/Groß Warthenberg).
Nach dem Ersten Schlesischen Krieg wurde Schlesien zum größten Teil vom Königreich Preußen erobert. Der slawisch-oberschlesische Dialekt, bisher mehr unter Einfluss der tschechischen Amtssprache, kam zunehmend unter den Einfluss der deutschen Sprache, besonders nach 1749, die Teschener Mundarten blieben dagegen weiterhin mehr vom Tschechischen beeinflusst. 1763 wurde die Schulpflicht eingeführt und in der Mitte des 19. Jahrhunderts entwickelte sich eine starke Industrialisierung in Oberschlesien, was die Sprachverhältnisse änderte und die Einflüsse der deutschen Sprache verstärkte.
Zu den ersten Sprachwissenschaftlern, die sich um 1800 der Forschung der slawisch-schlesischen Mundarten widmete und sie als Dialekt des Polnischen kategorisierte, gehörte Jerzy Samuel Bandtkie.
Nach dem Jahr 1945 wanderten viele Sprecher aus dem ehemaligen Regierungsbezirk Oppeln sowie aus der niederschlesischen Umgebung von Syców nach Deutschland aus. Besonders litt der heute fast verschwundenen Kreuzburger Dialekt im äußersten Norden des Sprachgebiets.

### Die ethnolinguistische Struktur Oberschlesiens (1819–1910)
| Jahr     | 1819             | 1828             | 1831               | 1837               | 1840               |
| -------- | ---------------- | ---------------- | ------------------ | ------------------ | ------------------ |
| Polnisch | 377.100 (67,2 %) | 418.437          | 456.348            | 495.362            | 525.395 (61,4 %)   |
| Deutsch  | 162.600 (29,0 %) | 255.383          | 257.852            | 290.168            | 330.099 (38,6 %)   |
| Jahr     | 1843             | 1846             | 1852               | 1858               | 1861               |
| Polnisch | 540.402          | 568.582 (61,0 %) | 584.293            | 612.849 (60,1 %)   | 665.865            |
| Deutsch  | 348.094          | 364.175 (39,0 %) | 363.990            | 406.950 (39,9 %)   | 409.218            |
| Jahr     | 1867             | 1890             | 1900               | 1905               | 1910               |
| Polnisch | 742.153          | 918.728 (58,2 %) | 1.048.230 (56,1 %) | 1.158.805 (56,9 %) | 1.169.340 (53,0 %) |
| Deutsch  | 457.545          | 566.523 (35,9 %) | 684.397 (36,6 %)   | 757.200 (37,2 %)   | 884.045 (40,0 %)   |

## Schlesisch heute
Nach dem Systemwandel in Polen erlebt dieser Dialekt in Schlesien eine kleine Wiedergeburt. Im sozialistischen Polen hatte man den Dialekt ungern gehört, da zum einen Dialekte als rückständig galten und zum anderen der schlesische viele Germanismen enthält. Dennoch erschienen auch schon vor 1989 Bücher zumeist witzigen Inhalts, die komplett oder größtenteils im schlesischen Dialekt verfasst wurden. Es gibt auch Musikgruppen, die schlesisch singen (Oberschlesien (Band)), Kabaretts oder Radio- und Fernsehsendungen, die ebenfalls auf Schlesisch abgehalten werden.
Eine offizielle einheitliche Rechtschreibung und Alphabet existieren allerdings nicht. Auf Internetseiten werden zahlreiche Vorschläge verbreitet, die Elemente des polnischen und tschechischen Alphabets und Orthographie kombinieren.

## Unterstützung durch die Gemeinde Walce
Am 24. Juli 2024 verabschiedete der Gemeinderat der Gemeinde Walzen in der Woiwodschaft Oppeln die Uchwała Nr V/41/2024, in der er sich für die Anerkennung des Schlesischen als Regionalsprache aussprach. Die Erklärung stützt sich auf das polnische Kommunalverwaltungsgesetz vom 8. März 1990 sowie auf die Gemeindeordnung der Gmina Walce.
In der beigefügten Stellungnahme wird die schlesische Sprache als integraler Bestandteil des kulturellen Erbes Polens bezeichnet. Für die Bevölkerung der Region sei sie ein Träger historischer und kultureller Identität. Der Gemeinderat verweist auf eine zunehmende sprachliche und kulturelle Aktivität der schlesischsprachigen Bevölkerung in den letzten Jahren, die als Ausdruck eines lebendigen Sprachgebrauchs interpretiert werde. Schlesisch erscheine dabei nicht nur in traditionellen, sondern auch in neuen gesellschaftlichen Kontexten.
Die Anerkennung als Regionalsprache wird in dem Dokument als Maßnahme zur Förderung regionaler Identität und kultureller Vielfalt verstanden. Zu den erwarteten Effekten gehören unter anderem die Einführung freiwilliger Schlesisch-Unterrichtsangebote in Schulen, die Aufstellung zweisprachiger Ortsschilder sowie die finanzielle Unterstützung von Projekten zur Bewahrung und Förderung der Sprache.
Als Grundlage für den politischen Vorstoß wird unter anderem die Volkszählung von 2021 herangezogen, bei der rund 596.000 Personen Schlesisch als nationale Zugehörigkeit angaben. Etwa 467.000 von ihnen erklärten, die Sprache im Alltag zu verwenden.

## Vergleich zwischen slawischem Ethnolekt und deutschem Dialekt
| Deutscher Dialekt | Slawischer Ethnolekt | Deutsch                                   | Polnisch                                      |
| ----------------- | -------------------- | ----------------------------------------- | --------------------------------------------- |
| Jungaohs          | huncwot, rojber      | Hundsfott (ungezogener Junge)             | łobuz, huncwot                                |
| kascheln          | klojzdnōnć           | auf dem Eis ausrutschen                   | poślizgnąć się                                |
| Kastrull          | kastrol              | großer Topf, Kasserolle                   | sagan                                         |
| Nudelkulle        | nudelkula            | Nudelholz                                 | wałek do ciasta                               |
| Ritsche           | ryczka               | Hocker                                    | taboret                                       |
| Wurscht           | wuszt                | Wurst                                     | kiełbasa                                      |
| rumurbern         | rōmplować/sznupać    | rumwühlen                                 | myszkować                                     |
| Pfusch            | fucha                | Schwarzarbeit, mangelhafte Arbeit, Pfusch | praca na czarno, ugs. robota na czarno, fucha |
| Morast            | maras                | Schlamm, Morast                           | błoto                                         |
| Kokott            | kokot                | Hahn                                      | kogut                                         |
| Kreppel           | krepel               | Krapfen/Berliner                          | pączek                                        |
| Wasserwaage       | waserwŏga            | Wasserwaage                               | poziomica, waserwaga                          |
| Mostrich          | zynft, mostrich      | Senf, Mostert, Mustard, Mostrich          | musztarda                                     |
| Oberrübe          | oberrieba            | Kohlrabi                                  | kalarepa                                      |
| Kapfel            | kabsa                | (Hosen-)Tasche                            | kieszeń spodni                                |
| Knedel            | kluski               | Knödel                                    | Kluski śląskie                                |